# 10. april
10. april er dag 100 i året i den gregorianske kalender (dag 101 i skudår). Der er 265 dage tilbage af året.
Ezekiels dag, én af det gamle testamentes 4 store profeter.

Dagen er en af de 32 Tycho Brahesdage.

### Begivenheder
Født - Dødsfald
- 1525 - Stormester af den tyske orden, Albrecht af Brandenburg, omdanner Preussen til et hertugdømme, arveligt i slægten Hohenzollern.
- 1631 - En forordning forbyder tiggeri i København
- 1633 - Bananer til salg for første gang nogensinde i England.
- 1815 - Stratovulkanen Tambora i Indonesien går i det kraftigste vulkanudbrud, der er registreret i historisk tid.
- 1841 - New York Tribune udkommer for første gang; i dag hedder avisen International Herald Tribune.
- 1849 - Walter Hunt, USA, tager patent på sikkerhedsnålen.
- 1912 - RMS Titanic forlader Southampton på sin jomfrurejse, som ender i et tragisk skibsforlis.
- 1918 - Tyskerne indleder en offensiv ved Ypres.
- 1924 - Den første bog med krydsordsopgaver udgives i USA.
- 1932 - Paul von Hindenburg genvælges som rigspræsident i konkurrence med bl.a. Adolf Hitler.
- 1940 - Foreløbig samlingsregering dannes med Thorvald Stauning som statsminister.
- 1940 - I Norge kræver den tyske besættelsesmagt at Vidkun Quisling bliver statsminister. Kongen afviser kravet.
- 1941 - USA besætter Grønland.
- 1960 - Borgerrettighedslov vedtages af det amerikanske senat.
- 1970 - Paul McCartney bryder med The Beatles, hvorved gruppen opløses.
- 1972 - Aftale om forbud mod brug af biologiske våben åbnes for underskrivning. Først tre år senere har det fornødne minimum på 22 nationer underskrevet.
- 1974 - Jan Bonde Nielsen oplyser, at han har købt den bestemmende aktiepost i B&W.
- 1975 - Folketinget beslutter, at Christiania skal være afviklet senest i april 1976.
- 1990 - Nationalbanken udsender 20-krone mønt og en ny 5-krone.
- 1991 - USA forbyder Irak at flyve nord for den 36. breddegrad.
- 1992 - Maraghar-massakren
- 1998 - Langfredagsaftalen om lokalt selvstyre i Nordirland indgås.
- 2001 - Det hollandske parlament vedtager lov, der legaliserer aktiv dødshjælp.
- 2008 - Der afholdes valg til et grundlovsgivende parlament i Nepal, som forventes at afskaffe monarkiet og indføre en republik.
- 2010 - Polens præsident Lech Kaczyński bliver dræbt i et flystyrt i den russiske by Smolensk. 96 bliver dræbt i flystyrtet.

### Født
- 1603 - Christian, prins af Danmark og næstældste søn af Christian 4. (død 1647).
- 1755 - Samuel Hahnemann, tysk læge og farmaceut (død 1843).
- 1829 - William Booth, grundlægger af Frelsens Hær (død 1912).
- 1847 - Joseph Pulitzer, amerikansk avisejer (død 1911).
- 1866 - Frederik Borgbjerg, dansk politiker og minister (død 1936).
- 1915 - Harry Morgan, amerikansk skuespiller (død 2011).
- 1924 - Sven Fugl, tidligere programdirektør (død 2009).
- 1927 - Marshall Warren Nirenberg, amerikansk biokemiker og genetiker (død 2010).
- 1928 - Anni Lippert, dansk tegner.
- 1929 - Max von Sydow, svensk skuespiller (død 2020).
- 1929   - Mike Hawthorn, britisk racerkører (død 1959).
- 1932 - Omar Sharif, ægyptisk bridge- og skuespiller (død 2015).
- 1935 - Hanne G. Salamon, dansk maler og grafiker (død 2015).
- 1938 - Povl Høst-Madsen, dansk journalist (død 2021).
- 1941 - Paul Theroux, amerikansk forfatter.
- 1943 - Rock Nalle, dansk musiker.
- 1945 - Nis Bank-Mikkelsen, dansk skuespiller.
- 1946 - Mikael Wiehe, svensk musiker og sangskriver.
- 1952 - Steven Seagal, amerikansk skuespiller.
- 1953 - Søren Busk, dansk fodboldspiller og direktør.
- 1958 - Flemming Christensen, dansk fodboldspiller og -træner.
- 1970 - Miklos Molnar, dansk fodboldspiller.
- 1979 - Sophie Ellis-Bextor, engelsk sanger.
- 1980 - Gro Hammerseng, norsk håndboldspiller.
- 1988 - Haley Joel Osment, amerikansk skuespiller.
- 1990 - Alex Pettyfer, britisk skuespiller.
- 1992 - Daisy Ridley, engelsk skuespiller.

### Dødsfald
- 1216 - Erik Knutsson, svensk konge (født omkring 1180).
- 1533 - Frederik 1., dansk konge (født 1471).
- 1585 - Gregor 13., italienskfødt pave (født 1502).
- 1728 - Nicodemus Tessin, svensk arkitekt (født 1654).
- 1919 - Emiliano Zapata, mexicansk oprørsleder (født 1879).
- 1954 - Auguste Lumière, fransk filmpioner (født 1862).
- 1962 - Michael Curtiz, ungarsk-amerikansk filminstruktør (født 1886).
- 1962   - Stuart Sutcliffe, engelsk musiker i The Beatles (født 1940).
- 1966 - Evelyn Waugh, engelsk forfatter (født 1903).
- 1967 - Aage Winther-Jørgensen, dansk skuespiller (født 1900).
- 1977 - John Mogensen, dansk sangskriver, komponist og sanger. (født 1928).
- 1979 - Nino Rota, italiesk komponist (født 1911).
- 2000 - Kirsten Rolffes, dansk skuespillerinde (født 1928).
- 2003 - Little Eva, amerikansk sanger (født 1943).
- 2004 - Jacek Kaczmarski, polsk digter, forfatter og barde (født 1957).
- 2010 - Lech Kaczyński, polsk præsident (født 1949).
- 2010 - Maria Kaczyńska, polsk førstedame (født 1943).

|  | Denne datoartikel kan blive bedre, hvis der indsættes et (bedre) billede Du kan hjælpe ved at afsøge Wikimedia Commons for et passende billede eller uploade et godt billede til Wikimedia Commons iht. de tilladte licenser og indsætte det i artiklen. |